# Street Talk (D.I.T.C.)
Street Talk (noto anche come D.I.T.C. Presents - Street Talk) è un album dell'artista hip hop statunitense Show, pubblicato nel 2005 sotto il nome del suo collettivo D.I.T.C..

## Descrizione
| Recensione | Giudizio |
| ---------- | -------- |
| AllMusic   | positivo |
| RapReviews | [ 2 ]    |

Definito dal critico Matt Jost un «tentativo di rimettere in carreggiata la carriera degli ormai dissolti DITC», il prodotto è un album solista di Show che decide di mantenere il nome del collettivo nel titolo, nonostante nessuno dei partecipanti all'album nomini la crew. L'album non presenta né skit né interludi strumentali. Il prodotto assomiglia a un mixtape o una compilation per caratteristiche e solidità, tuttavia è pubblicizzato come un album.
Il disco presenta le performance dei defunti Big L e Big Pun, oltre a O.C., A.G., Fat Joe, M.O.P., Ruck, Party Arty e A-Bless, questi ultimi due affiliati ai DITC.

## Tracce
| #  | Titolo                | Produttore         | Performer(s)                   |
| -- | --------------------- | ------------------ | ------------------------------ |
| 1  | "A Whole Lotta"       | Lord Finesse, Show | A-Bless                        |
| 2  | "On My Way"           | Show               | Fat Joe, Party Arty            |
| 3  | "Chase Game"          | Show               | O.C., A.G.                     |
| 4  | "Where You At?"       | Show               | Big L, Big Pun                 |
| 5  | "Pounds Up (Remix)"   | Show               | M.O.P.                         |
| 6  | "Back in My Hood"     | Show               | Big L, Party Arty              |
| 7  | "All Seasons"         | Show, Lord Finesse | Party Arty                     |
| 8  | "A Lotta Love"        | Show               | Party Arty                     |
| 9  | "That's Bless"        | Show               | A-Bless                        |
| 10 | "Bronx Tales"         | Show               | Fat Joe                        |
| 11 | "A Look at My Life"   | Show               | Party Arty                     |
| 12 | "Done in Vain"        | Lord Finesse       | Milano                         |
| 13 | "Best Behavior"       | Show               | Big Pun, Fat Joe               |
| 14 | "Show & Prove"        | Show               | Party Arty                     |
| 15 | "My Bad"              | Show               | Fat Joe, Party Arty            |
| 16 | "Deal With a Feelin'" | Show               | Milano                         |
| 17 | "You Ain't a Killer"  | Show               | A.G., Ruck, Party Arty, D-Flow |
| 18 | "Ridin' & Rollin'"    | Lord Finesse       | D-Flow, A-Bless                |